# Виштедт
Виштедт (нем. Wistedt) — община в Германии, в земле Нижняя Саксония.
Входит в состав района Харбург. Подчиняется управлению Тоштедт. Население составляет 1714 человек (на 31 декабря 2010 года). Занимает площадь 18,49 км².